# Удянская (платформа)
Удянская (укр. Удянська) - железнодорожная платформа Южной железной дороги, находящаяся в посёлке Безлюдовка. Пересадка на маршрутное такси № 1167. Поезда дальнего следования по платформе Удянская не останавливаются.

## Путевое развитие
Чётный и нечётный пути перегона Основа-Жихор.

## Сооружения
Здание вокзала с кассой, а также уборная.

## Поезда
Участок Основа-Змиёв обслуживается исключительно электропоездами ЭР2, ЭР2Р, ЭР2Т депо Харьков. В чётном направлении поезда идут до станций Харьков-Пассажирский, Харьков-Левада
, в нечётном - до станций Змиёв, Шебелинка, Балаклея, Савинцы, Изюм.